# USS Isherwood (DD-284)
USS Isherwood (DD-284) là một tàu khu trục lớp Clemson được Hải quân Hoa Kỳ chế tạo vào cuối Chiến tranh Thế giới thứ nhất. Nó là chiếc tàu chiến đầu tiên của Hải quân Hoa Kỳ được đặt theo tên Chuẩn đô đốc Benjamin F. Isherwood (1822-1915). Isherwood ngừng hoạt động năm 1930 và bị tháo dỡ năm 1931 nhằm tuân thủ quy định hạn chế vũ trang của Hiệp ước Hải quân London.

## Thiết kế và chế tạo
Isherwood được đặt lườn vào ngày 24 tháng 5 năm 1919 tại xưởng tàu Squantum Victory Yard của hãng Bethlehem Shipbuilding Corporation ở Squantum, Massachusetts. Nó được hạ thủy vào ngày 10 tháng 9 năm 1919, được đỡ đầu bởi bà R. C. Walling; và được đưa ra hoạt động tại Xưởng hải quân Boston vào ngày 4 tháng 12 năm 1919 dưới quyền chỉ huy của Hạm trưởng, Thiếu tá Hải quân W. D. Brereton.

## Lịch sử hoạt động
Sau khi được đưa vào hoạt động, Isherwood gia nhập Đội khu trục 43 thuộc Hải đội 1, Lực lượng Khu trục của Hạm đội Đại Tây Dương. Nó tiến hành chạy thử máy ngoài khơi Boston, Massachusetts cho đến ngày 26 tháng 1 năm 1920, khi nó lên đường đi Cuba ngang qua Newport, Rhode Island. Đi đến vịnh Guantánamo vào ngày 3 tháng 2, nó tiến hành các cuộc thực hành mục tiêu và thực tập, cho đến khi lên đường vào ngày 26 tháng 4 để hộ tống cho thiết giáp hạm Pennsylvania tiếp đón Bộ trưởng Hải quân Hoa Kỳ tại Lynnhaven Roads, Virginia. Sau nhiệm vụ này, nó đi đến Mexico để tuần tra ngoài khơi bờ biển nước này cho đến ngày 21 tháng 6, khi nó quay về Boston để sửa chữa. Nó lên đường vào ngày 21 tháng 10 để đi Charleston, South Carolina nơi nó gia nhập Hải đội Khu trục Dự bị.
Isherwood tiếp tục ở lại tình trạng dự bị cho đến ngày 10 tháng 5 năm 1921, khi với 50% biên chế nhân sự, nó lên đường đi đến Xưởng hải quân Boston để gia nhập Lực lượng Khu trục. Hoạt động với biên chế giảm thiểu, nó vận chuyển nhân sự Hải quân Dự bị giữa Boston và Newport, và tham gia các cuộc thực hành mục tiêu cho đến ngày 4 tháng 8. Sau khi được sửa chữa tại Xưởng hải quân Boston từ ngày 13 tháng 3 đến ngày 8 tháng 5 năm 1922, nó gia nhập Hải đội Khu trục 9 tại Philadelphia, Pennsylvania và tiếp tục đi đến Yorktown, Virginia để thực tập cùng hạm đội. Nó thực hành cơ động tại khu vực này cho đến ngày 3 tháng 1 năm 1923, khi nó gặp gỡ Lực lượng Khu trục thuộc Hạm đội Tuần tiễu để huấn luyện tại vùng biển Caribe; tại Beaufort, North Carolina; và tại Baltimore, Maryland. Nó tiếp tục các hoạt động thực tập sẵn sàng tại vùng biển Caribe cho đến ngày 28 tháng 3 năm 1925.
Vào ngày 7 tháng 5 năm 1925, Isherwood đi đến Boston cho một chuyến đi huấn luyện Hải quân Dự bị từ Maine đến District of Columbia. Nó gia nhập trở lại hải đội của nó tại Newport vào ngày 31 tháng 8, đi đến vịnh Guantánamo vào ngày 24 tháng 9 để thực tập cơ động tại vùng biển Caribe. Hoàn tất việc thực hành cùng hạm đội, nó đi đến Portsmouth, Virginia vào ngày 13 tháng 4, và lên đường vào ngày 12 tháng 6 để đi Pháp ngang qua Newport và quần đảo Azores. Nó đi đến St. Nazaire vào ngày 29 tháng 6, rồi thực hiện chuyến viếng thăm hữu nghị đến nhiều cảng ở Anh và khu vực Địa Trung Hải. Sau khi về đến Boston vào ngày 15 tháng 7 năm 1927, nó tiếp nối các hoạt động huấn luyện dự bị và cơ động hạm đội tại vùng biển Caribe cho đến tháng 6 năm 1929.
Vào ngày 29 tháng 6, Isherwood đón lên tàu nhân sự Hải quân Dự bị tại Jacksonville, Florida cho một chuyến đi huấn luyện mùa Hè đến Maine và Massachusetts, và sau khi hoàn tất chuyến đi vào ngày 20 tháng 7, nó được sửa chữa tại Newport và đại tu tại Norfolk. Chiếc Kalmia (AT-23) đã kéo nó từ Norfolk đến Xưởng hải quân Philadelphia vào ngày 26 tháng 8, và nó được cho xuất biên chế tại đây vào ngày 1 tháng 5 năm 1930. Isherwood bị bán để tháo dỡ vào ngày 17 tháng 1 năm 1931, và việc tháo dỡ được tiến hành vào năm 1934.